# Jette-Ganshoren
Jette-Ganshoren est une ancienne commune dans la province belge de Brabant, maintenant dans la Région de Bruxelles-Capitale. La commune se trouvait à quelques kilomètres au nord-ouest de la ville de Bruxelles. Elle a été divisée en deux en 1841.

## Histoire
Cette commune rurale a été créée à la fin de l'Ancien Régime, qui comprenait le village de Jette, ancienne seigneurie, dans le nord-est et le hameau de Ganshoren dans le sud-est. En 1795, la commune de Dieleghem est annexée à la commune de Jette-Ganshoren. En 1841, la commune est divisée en deux communes de Jette et Ganshoren.
Les deux communes ont été à partir de la fin du XIXe siècle, absorbées par la tentaculaire agglomération bruxelloise. Les deux communes font maintenant partie de la Région de Bruxelles-Capitale.